# ОКТА
ОКТА («Опытная конструкция трёхколёсного автомобиля») — первый в СССР трёхколёсный автомобиль («сайклкар», мотоколяска) любительской конструкции.

## История
В начале 1930-х годов советский автопром пытался создать простой и экономичный малолитражный автомобиль. В то время было разработано много поисковых конструкций. Одной из них была ОКТА, созданная в 1933 году инженером Е. В. Киршевским в Новочеркасске, в одном экземпляре. Разработка машины заняла 7 лет.

## Конструкция
Автомобиль был выполнен по трёхколёсной схеме с одним задним ведущим колесом и двумя передними управляемыми колёсами. В передней части автомобиля между колёсами располагался мотоциклетный одноцилиндровый двигатель «Рудж» (496 см³, 4 л. с.). По другим данным, двигатель имел объём 469 см³ и мощность 8 л. с. Крутящий момент передавался на заднее колесо посредством трансмиссии «БСА» и карданного вала. Колёса и шины (размером 26×3,25″) — мотоциклетные. Подвеска передних колёс независимая, пружинная.
Два одноместных сиденья расположены в машине по схеме тандем. При очень узкой (1000 мм) колее и базе 1650 мм автомобиль получился компактным (длина 2500 мм) и лёгким (236 кг). Максимальная скорость составляла 60 км/ч. Автомобиль обладал хорошей проходимостью и был способен передвигаться по самым плохим дорогам.